# Zygothrica caudata
Zygothrica caudata är en tvåvingeart som först beskrevs av Friedrich Georg Hendel 1913.  Zygothrica caudata ingår i släktet Zygothrica och familjen daggflugor. Inga underarter finns listade i Catalogue of Life.